# 夫婦でありがとう
『夫婦でありがとう』（ふうふでありがとう）はBSジャパンで2012年10月12日から2013年9月25日まで放送されたバラエティ番組。

## 概要
毎回、全国から60歳以上のご夫婦2組をスタジオに招き、夫婦の歴史、普段の生活、家族のメッセージを紹介。夫婦の赤裸々人生を語ります。クライマックスには「感動の手紙」夫から妻へ、妻から夫へ感謝に託します。

## 出演者
MC
- 山口智充

アシスタント
- 武内由紀子

オープニングナレーション
- 麻生美代子

説明ナレーション
- 逸見友恵

## 放送時間
放送開始〜2013年3月29日
- 金曜日 21:00 - 21:54

2013年4月3日〜放送終了
- 水曜日 21:00 - 21:54

## スタッフ
- 企画:細井達也（BSジャパン）
- 監修:兵頭潤
- 技術協力:クラフトフィールド、タルス、e-naスタジオ
- 美術協力:キャビン
- メイク:特攻隊
- スタイリスト:GORI international inc.
- 衣裳協力:
- 広報:宮本聖子（テレビ東京）
- 編成:伊藤淳也（BSジャパン）
- AP:牧野良美
- ディレクター:いけだだいさく、小西梓美
- 総合演出:新村幸三郎、いけだだいさく、三島昇
- プロデューサー:山崎圭介（テレビ東京）、谷田磨隆、本間謙二、高畑正和
- 制作協力:吉本興業
- 製作:BSジャパン、nosco

## 番組テーマ曲
- 山口智充『今夜あえてよかった』